# 王禅寺西
王禅寺西（おうぜんじにし）は、神奈川県川崎市麻生区の地名。現行行政地名は王禅寺西1丁目から王禅寺西8丁目。住居表示実施済区域。
新百合ヶ丘駅を最寄駅として開発された新興住宅地域の一角を占める。

## 地理
麻生区の南部に位置し、東に東百合丘・王禅寺東・白山、南に下麻生、西に上麻生、北に百合丘と接している。

### 地価
住宅地の地価は、2025年（令和7年）1月1日の公示地価によれば、王禅寺西1-19-1の地点で27万4000円/m²、王禅寺西3-10-3の地点で24万円/m²、王禅寺西6-23-4の地点で22万9000円/m²となっている。

## 歴史

### 沿革
出典：
- 2000年（平成12年）11月6日 - 住居表示の実施に伴い、王禅寺西1～7丁目を新設する。
- 2001年（平成13年）11月26日 - 住居表示の実施に伴い、王禅寺西8丁目を新設する。
- 2002年（平成14年）10月15日 - 住居表示の実施に伴い、王禅寺字源内谷の残部と王禅寺字白山の一部を王禅寺西8丁目に編入する。

### 町名の変遷
| 実施後        | 実施年月日                 | 実施前（各町名ともその一部）                       |
| ------------- | -------------------------- | -------------------------------------------------- |
| 王禅寺西1丁目 | 2000年（平成12年）11月6日  | 字這松、光ヶ谷、吹込、荏子田（各一部）             |
| 王禅寺西2丁目 | 2000年（平成12年）11月6日  | 字這松、光ヶ谷（各一部）                           |
| 王禅寺西3丁目 | 2000年（平成12年）11月6日  | 字荏子田、吹込、米田、島田、光ヶ谷、瓦谷（各一部） |
| 王禅寺西4丁目 | 2000年（平成12年）11月6日  | 字吹込、米田、島田、白山谷（各一部）               |
| 王禅寺西5丁目 | 2000年（平成12年）11月6日  | 字吹込、日光（各一部）                             |
| 王禅寺西6丁目 | 2000年（平成12年）11月6日  | 字日光、上麻生字大ヶ谷戸（各一部）                 |
| 王禅寺西7丁目 | 2000年（平成12年）11月6日  | 字日光、源内谷、白山（各一部）                     |
| 王禅寺西8丁目 | 2001年（平成13年）11月26日 | 字源内谷、白山（各一部）                           |
| 王禅寺西8丁目 | 2002年（平成14年）10月15日 | 字源内谷、白山（各一部）                           |

## 世帯数と人口
2025年（令和7年）6月30日現在（川崎市発表）の世帯数と人口は以下の通りである。
| 丁目          | 世帯数    | 人口     |
| ------------- | --------- | -------- |
| 王禅寺西1丁目 | 1,077世帯 | 2,180人  |
| 王禅寺西2丁目 | 510世帯   | 1,144人  |
| 王禅寺西3丁目 | 898世帯   | 1,918人  |
| 王禅寺西4丁目 | 329世帯   | 706人    |
| 王禅寺西5丁目 | 492世帯   | 1,036人  |
| 王禅寺西6丁目 | 717世帯   | 1,358人  |
| 王禅寺西7丁目 | 723世帯   | 1,203人  |
| 王禅寺西8丁目 | 534世帯   | 1,096人  |
| 計            | 5,280世帯 | 10,959人 |

### 人口の変遷
国勢調査による人口の推移。
| 年                 | 人口   |
| ------------------ | ------ |
| 2005年（平成17年） | 10,877 |
| 2010年（平成22年） | 10,645 |
| 2015年（平成27年） | 10,655 |
| 2020年（令和2年）  | 11,249 |

### 世帯数の変遷
国勢調査による世帯数の推移。
| 年                 | 世帯数 |
| ------------------ | ------ |
| 2005年（平成17年） | 4,485  |
| 2010年（平成22年） | 4,549  |
| 2015年（平成27年） | 4,575  |
| 2020年（令和2年）  | 5,053  |

## 学区
市立小・中学校に通う場合、学区は以下の通りとなる（2021年12月時点）。
| 丁目          | 番・番地等                       | 小学校                 | 中学校                   |
| ------------- | -------------------------------- | ---------------------- | ------------------------ |
| 王禅寺西1丁目 | 15～17番、22～29番 31～34番      | 川崎市立南百合丘小学校 | 川崎市立麻生中学校       |
| 王禅寺西1丁目 | 1～14番、18～21番 30番、35～46番 | 川崎市立南百合丘小学校 | 川崎市立長沢中学校       |
| 王禅寺西2丁目 | 全域                             | 川崎市立南百合丘小学校 | 川崎市立長沢中学校       |
| 王禅寺西3丁目 | 全域                             | 川崎市立南百合丘小学校 | 川崎市立長沢中学校       |
| 王禅寺西4丁目 | 3～13番、15番                    | 川崎市立南百合丘小学校 | 川崎市立長沢中学校       |
| 王禅寺西4丁目 | 1〜2番、14番                     | 川崎市立南百合丘小学校 | 川崎市立麻生中学校       |
| 王禅寺西5丁目 | 1～5番                           | 川崎市立真福寺小学校   | 川崎市立麻生中学校       |
| 王禅寺西5丁目 | 6～25番                          | 川崎市立真福寺小学校   | 川崎市立王禅寺中央中学校 |
| 王禅寺西6丁目 | 2番                              | 川崎市立麻生小学校     | 川崎市立麻生中学校       |
| 王禅寺西6丁目 | 1番 3番～19番12号                | 川崎市立真福寺小学校   | 川崎市立麻生中学校       |
| 王禅寺西6丁目 | 19番13号～最終号 20～28番        | 川崎市立真福寺小学校   | 川崎市立柿生中学校       |
| 王禅寺西7丁目 | 1～19番                          | 川崎市立真福寺小学校   | 川崎市立柿生中学校       |
| 王禅寺西7丁目 | 20～30番                         | 川崎市立真福寺小学校   | 川崎市立王禅寺中央中学校 |
| 王禅寺西8丁目 | 1～23番、25番6号                 | 川崎市立真福寺小学校   | 川崎市立柿生中学校       |
| 王禅寺西8丁目 | 24番 25番40～43号                | 川崎市立東柿生小学校   | 川崎市立柿生中学校       |

## 事業所
2021年（令和3年）現在の経済センサス調査による事業所数と従業員数は以下の通りである。
| 丁目          | 事業所数  | 従業員数 |
| ------------- | --------- | -------- |
| 王禅寺西1丁目 | 35事業所  | 414人    |
| 王禅寺西2丁目 | 11事業所  | 42人     |
| 王禅寺西3丁目 | 38事業所  | 192人    |
| 王禅寺西4丁目 | 26事業所  | 106人    |
| 王禅寺西5丁目 | 27事業所  | 266人    |
| 王禅寺西6丁目 | 8事業所   | 23人     |
| 王禅寺西7丁目 | 22事業所  | 115人    |
| 王禅寺西8丁目 | 16事業所  | 67人     |
| 計            | 183事業所 | 1,225人  |

### 事業者数の変遷
経済センサスによる事業所数の推移。
| 年                 | 事業者数 |
| ------------------ | -------- |
| 2016年（平成28年） | 157      |
| 2021年（令和3年）  | 183      |

### 従業員数の変遷
経済センサスによる従業員数の推移。
| 年                 | 従業員数 |
| ------------------ | -------- |
| 2016年（平成28年） | 1,064    |
| 2021年（令和3年）  | 1,225    |

## 施設
- 王禅寺公園
- 川崎市立南百合丘小学校
- 麻生警察署 王禅寺交番
- 小田急バス 新百合ヶ丘営業所

## その他

### 日本郵便
- 郵便番号 : 215-0017[3]（集配局：麻生郵便局[19]）

### 警察
町内の警察の管轄区域は以下の通りである。
| 丁目          | 番・番地等 | 警察署     | 交番・駐在所 |
| ------------- | ---------- | ---------- | ------------ |
| 王禅寺西1丁目 | 全域       | 麻生警察署 | 王禅寺交番   |
| 王禅寺西2丁目 | 全域       | 麻生警察署 | 王禅寺交番   |
| 王禅寺西3丁目 | 全域       | 麻生警察署 | 王禅寺交番   |
| 王禅寺西4丁目 | 全域       | 麻生警察署 | 王禅寺交番   |
| 王禅寺西5丁目 | 全域       | 麻生警察署 | 王禅寺交番   |
| 王禅寺西6丁目 | 全域       | 麻生警察署 | 王禅寺交番   |
| 王禅寺西7丁目 | 全域       | 麻生警察署 | 王禅寺交番   |
| 王禅寺西8丁目 | 全域       | 麻生警察署 | 柿生交番     |